# 謝南多厄 (路易斯安那州)
謝南多厄（英語：Shenandoah）是位於美國路易斯安那州東巴吞魯日堂區的一個普查規定居民點。

## 人口
根據2020年美國人口普查的數據，謝南多厄的面積為16.19平方千米，當中陸地面積為16.05平方千米，而水域面積為0.14平方千米。當地共有人口19292人，而人口密度為每平方千米1,191.6人。